# Jan Nilsen
Jan Nilsen (6 agosto 1937 – 3 settembre 2016) è stato un calciatore norvegese, di ruolo centrocampista.

## Carriera

### Club
Nilsen vestì le maglie di Lisleby e Fredrikstad.

### Nazionale
Conta una presenza per la Norvegia. Il 9 giugno 1960, infatti, subentrò ad Arne Legernes nella vittoria per 4-0 contro l'Islanda.